# کاندیداس دو سینکورا
کاندیداس دو سینکورا (به پرتغالی: Contendas do Sincorá) یک منطقهٔ مسکونی در برزیل است که در باهیا واقع شده‌است. کاندیداس دو سینکورا ۴٬۰۴۵ نفر جمعیت دارد.